# Međunarodna udruga za zračni prijevoz
Međunarodna udruga za zračni prijevoz (skraćeno IATA od engl. International Air Transport Association, fr. Association internationale du transport aérien) je međunarodna trgovinska organizacija koja predstavlja, vodi i služi 300 zrakoplovnih tvrtki koje se bave zračnim prijevozom, odnosno pokriva 94% ukupno ostvarenih redovnih letova u međunarodnom zračnom prometu. Sjedište joj je u Montrealu.

## Povijest
Osnovana je u travnju 1945. godine u Havani. Nasljednica je Udruge međunarodnog zračnog prometa (engl. International Air Traffic Association), osnovne 1919. godine u Haagu, s početkom ostvarivanja prvih redovnih međunarodnih letova. U vrijeme osnivanja, IATA je imala 57 članova iz 31 države, uglavnom iz Europe i Sjeverne Amerike. Danas IATA ima oko 270 članova iz preko 140 zemalja svijeta.
Svrha organizacije je pomoći zračnim prijevoznicima u postizanju konkurentnosti te ujednačenosti cijene. Za potrebe izračuna cijene prijevoza, IATA je podijelila svijet na tri područja:
1. Sjeverna, Južna i Srednja Amerika.
2. Afrika, Bliski Istok i Europa (prema IATA-i, Europa uključuje Europu te Alžir, Maroko i Tunis).
3. Azija, Australija, Novi Zeland i Oceanija.

IATA dodjeljuje troslovne IATA aerodromske kodove (npr. za Zračnu luku Zagreb ZAG) i dvoslovne IATA kodove zrakoplovnih kompanija (npr. za Croatia Airlines OU). Njih ne treba mješati s kodovima ICAO.

## Kodovi za predbilježbe
Kodovi za predbilježbe (eng. Airline booking codes) koristili su se kao standard za određivanje klase sjedala u zrakoplovima. Danas zračni prijevoznici imaju svoje vlastite nazive za pojedine klase, ali se ovi kodovi i dalje mogu primjenjivati radi lakše usporedbe klasa kod različitih prijevoznika. Uobičajeno su se klase označavale slovima:
- F ili P: prva klasa (first class)[3]
- J ili C: poslovna klasa (business class)
- Y: ekonomska klasa (economy class)
- W: premium ekonomska klasa (premium economy).